# Хосе Гарсія Кастро
Хосе Гарсія Кастро (ісп. José García Castro, нар. 10 червня 1934, Мелілья — пом. 1 вересня 2003, Мелілья), відомий за прізвиськом Пепільйо II (ісп. Pepillo II) — іспанський футболіст, що грав на позиції нападника.
Виступав, зокрема, за клуб «Севілья».
Володар Кубка чемпіонів УЄФА.

## Ігрова кар'єра
У дорослому футболі дебютував 1953 року виступами за команду клубу «Севілья», в якій провів шість сезонів, взявши участь у 101 матчі чемпіонату. У складі «Севільї» був одним з головних бомбардирів команди, маючи середню результативність на рівні 0,42 голу за гру першості.
Згодом з 1959 по 1963 рік грав у складі команд клубів «Реал Мадрид», «Рівер Плейт» та «Мальорка». З першою з цих команд виборов титул володаря Кубка чемпіонів УЄФА.
Завершив професійну ігрову кар'єру у клубі «Малага», за команду якого виступав протягом 1964—1967 років.
Помер 1 вересня 2003 року на 70-му році життя у місті Мелілья.

## Титули і досягнення
- Володар Кубка чемпіонів УЄФА (1):

«Реал Мадрид»: 1959-1960